# 一师风潮
一师风潮是指五四运动时期因浙江省立第一师范学校（简称“一师”）学生施存统写的《非孝》一文引发的政治风波与学生运动。1919年5月22日，浙江省议会否决“创办浙江大学堂”议案，随后一师学生何今亮、梁柏台在会场投掷杂物阻拦议员加薪案通过。10月上旬，一师学生和校长经亨颐拒绝参加政府举行的“祭孔”活动。11月7日，施存统在《浙江新潮》上发表《非孝》一文，认为应当用平等的“爱”来代替不平等的“孝道”。《非孝》引发社会轰动，故而浙江省公署和省教育厅查封《浙江新潮》并要求一师开除施存统及陈望道等教员，遭到校长经亨颐拒绝。《浙江新潮》也改而在上海印刷，回杭州秘密发行。
1920年2月9日，浙江省教育厅开除经亨颐，引发学生提前返校抗争，学生们前往省公署和省教育厅请愿。2月17日，原有教师大多不愿意在新任校长金布来任下执教，金布来宣布暂缓开学。1920年3月29日凌晨，省公署军警包围学校，以期强行解散之。女子职业学校、女子师范、女子蚕桑、女子工读互助团、省一中、安定、宗文、惠兰、商校、医专等校学生前来支援。最终省政府收回解散学校的命令，但经亨颐不愿续任校长。1920年4月，北京大学校长蒋梦麟引荐暨南大学教务长姜琦担任一师校长，获得学生同意，风潮得以最终平息。